# Belén Aizen
Belén Aizen (San Martín, Buenos Aires, 18 de agosto de 2000) es una balonmanista argentina. Formó parte del plantel que obtuvo la medalla de bronce en el Mundial de Mauricio de 2017.
Belén representó a su país en la disciplina de balonmano playa en los Juegos Olímpicos de la Juventud 2018 celebrados en Buenos Aires, Argentina, certamen donde con su selección obtuvo la medalla dorada derrotando en la final al seleccionado femenino de Croacia.

## Logros

### Final Juegos Olímpicos de la Juventud 2018
| Año  | Lugar        | Rival   | Marcador | Resultado |
| ---- | ------------ | ------- | -------- | --------- |
| 2018 | Buenos Aires | Croacia | 2–0      | Oro       |